# بحران وام و پس‌انداز

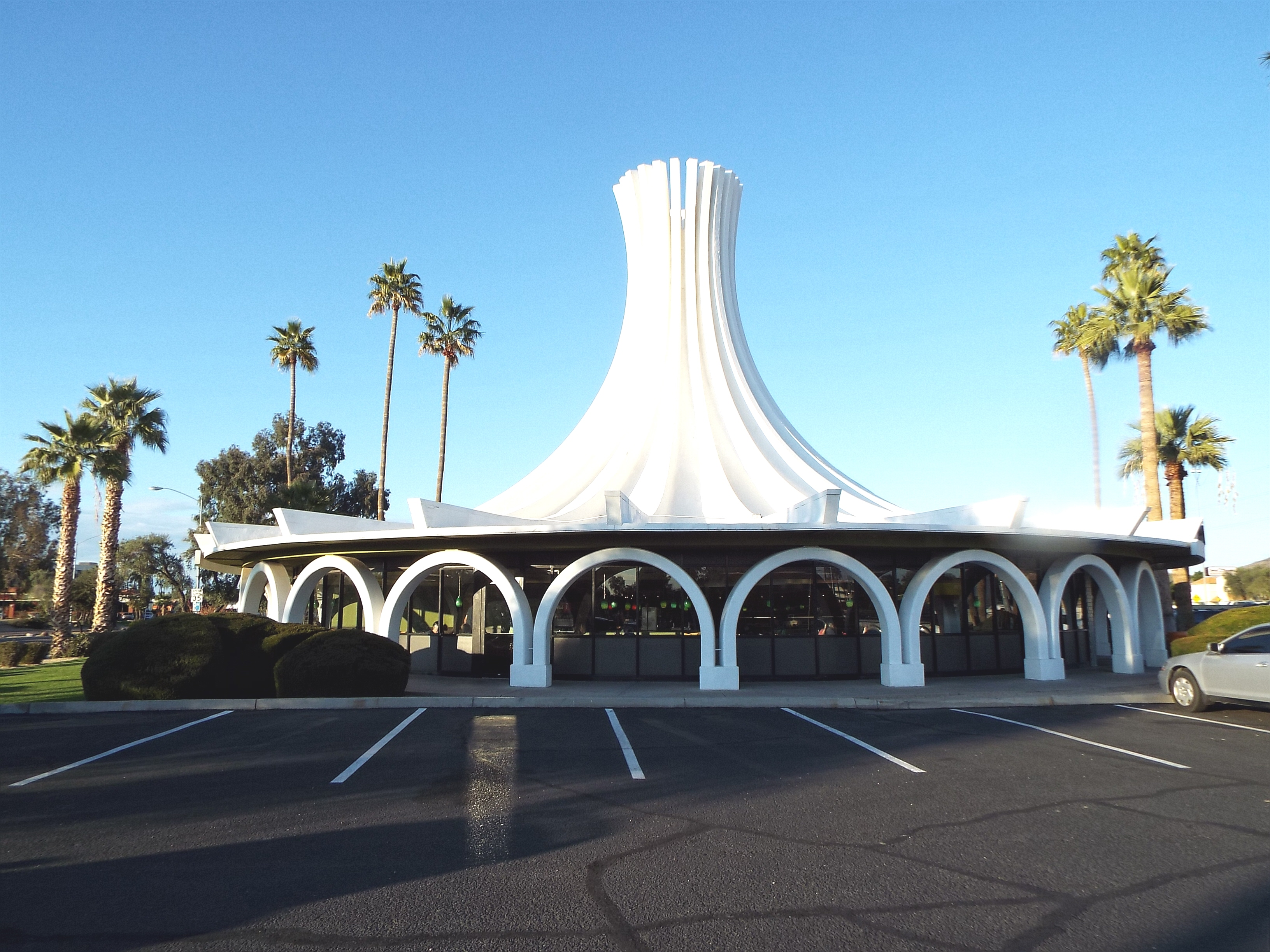
ساختمان اصلی

بحران وام و پس‌انداز دهه‌های ۱۹۸۰ و ۱۹۹۰(اغلب با نام بحران S&L) ورشکستگی ۱۰۴۳ مؤسسه از میان ۳۲۳۴ مؤسسه وام و پس‌انداز در ایالات متحده در خلال سال‌های ۱۹۸۶ تا ۱۹۹۵ بود: شرکت فدرال بیمه پس‌انداز و وام (FSLIC) از سال ۱۹۸۶ تا ۱۹۸۹، ۲۹۶ مؤسسه و شرکت رزولوشن تراست (RTC) 747 مؤسسه را در خلال سال‌های ۱۹۸۹ تا ۱۹۹۵ تعطیل یا در مورد آن‌ها تصمیم‌گیری کردند.
یک مؤسسه وام و پس‌انداز یا «صرفه جویی» موسسه‌ای مالی است که سپرده‌های پس‌انداز را می‌پذیرد و به اعضای منحصر به فرد وام مسکن، اتومبیل و سایر وام‌های شخصی می‌دهد. فعالیت اقتصادی تعاونی که در بریتانیا تحت عنوان یک بانک رهنی شناخته می‌شود. تا سال ۱۹۹۵ شرکت رزولوشن تراست ۷۴۷ مؤسسه ورشکسته را در سراسر کشور که کل ارزش دفتری آن‌ها بین ۴۰۲ تا ۴۰۷ میلیارد دلار بود، تعطیل کرده بود. در سال ۱۹۹۶، اداره حسابداری عمومی هزینه کل را ۱۶۰میلیارد دلار برآورد کرد که ۱/۱۳۱ میلیارد دلار از مالیات دهندگان گرفته شد. شرکت فدرال بیمه پس‌انداز و وام و شرکت رزولوشن تراست برای حل و فصل بحران S&L (بحران وام و پس‌انداز) به وجود آمدند.
در سال ۱۹۷۹ نظام فدرال رزرو ایالات متحده نرخ بهره را دو برابر کرد که این امر سبب شد بانک‌های عضو به سرعت تلاش کنند تا تورم را کاهش دهند. موسسات وام و پس‌انداز یا رهن وام‌هایی بلند مدت با نرخ بهره ثابتی داده بودند که کمتر از نرخ بهره‌ای بود که می‌توانستند با آن قرض بگیرند. به علاوه این موسساتِ وام و پس‌انداز یا رهن، بدهی سپرده‌هایی را داشتند که نرخ بهره‌ای پرداخته بودند که بالاتر از نرخی بود که بتوانند قرض کنند. وقتی نرخ بهره‌ای در آن نرخ می‌توانستند قرض کنند افزایش یافت، موسسات وام و پس‌انداز یا رهن نتوانستند سرمایه لازم را جذب کنند، به‌طور مثال از سرمایه‌گذاری‌ها گرفته تا حساب پس‌انداز اعضا، ورشکسته شدند. به جای اعتراف به ورشکستگی، غفلت مقرراتی و نظارت سهل انگارانه امکان سرمایه‌گذاری در استراتژی‌های سرمایه‌گذاری بسیار سوداگرانه را برای برخی از موسسات وام و پس‌انداز یا رهن میسر ساخت. این امر به بسط و گسترش دورهای منجر شد که در آن دوره موسسات وام و پس‌انداز یا رهن احتمالاً از نظر فنی توانایی پرداخت دیون را نداشتند. به علاوه این اقدامات زیانبار به میزان قابل توجهی ضررهای اقتصادی را برای موسسات وام و پس‌انداز یا رهن افزایش دادند.
این مثال افراطی مربوط به چارلز کیتینگ سرمایه‌دار بود که ۵۱ میلیون دلار از طریق عملکرد «اوراق قرضه» مایکل میلکن» برای انجمن وام و سرمایه‌گذاری لینکلن خود سرمایه‌گذاری کرد که در آن زمان ارزش ویژه منفی بیش از ۱۰۰ میلیون دلار داشت. مثال‌های دیگر مثل کنت جی رابینسون نویسنده/ مورخ مالی یا گزارش بحران که در سال ۲۰۰۰ توسط شرکت بیمه سپرده فدرال به چاپ رسید، دلایل متعددی را برای روی دادن بحران وام و پس‌انداز بیان می‌کنند. آن‌ها بدون هیچ ترتیب خاصی تشخیص دادند که تورم پولی ایجاد شده که از اواخر دهه ۱۹۶۰ آغاز شد، در اثر هزینهٔ برنامه‌های داخلی هم‌زمان جامعه بزرگ، رئیس‌جمهور لیندون بی جانسون همراه با هزینه‌های نظامی جنگ پیوسته ویتنام بوده‌است که تا اواخر دهه ۱۹۷۰ ادامه یافت. تلاش‌ها برای پایان دادن به تورم شایع در اواخر دهه ۱۹۷۰ و اوایل دهه ۱۹۸۰ که به واسطه نرخ بهره ایجاد شده بود در اوایل دهه ۱۹۸۰ به رکود اقتصادی و آغاز بحران وام و پس‌انداز انجامید.

## تاریخچه
صنعت انجمن‌های وام و پس‌انداز یارهن یاصرفه‌جویی ریشه در جنبش بانک رهنی بریتانیا دارد که در اواخر قرن ۱۸ پدیدار شد. انجمن‌های صرفه‌جویی آمریکا (معروف به انجمن‌های وام و رهن) اهداف اصلی مشابه مشترک زیادی دارند و آن کمک کردن به طبقه کارگر است تا برای آینده پس‌انداز کنند و خانه بخرند. موسسات صرفه‌جویی سازمان‌های تعاونی غیرانتفاعی هستند که به‌طور معمول از طریق عضویت و با موسسات محلی مدیریت می‌شوند که به گروه‌های به خوبی تعریف شده از مالکان مشتاق خدمات می‌دهند.
با آن که بانک‌ها گستره وسیعی از محصولات را به افراد و شرکت‌های تجاری ارائه می‌دهند، موسسات صرفه‌جویی اغلب وام‌های خرید خانه را در درجه اول برای مردان و زنان طبقه کارگر فراهم می‌سازند. رهبران این موسساتِ صرفه‌جویی معتقدند که آن‌ها بخشی از تلاش گسترده‌تر برای اصلاح اجتماعی هستند نه یک صنعت مالی. از نظر رهبران موسسات صرفه جویی، انجمن‌های وام و رهن نه تنها با ساده‌تر کردن خرید خانه به مردم کمک کردند تا شهروندان بهتری باشند بلکه عادت‌های پس‌انداز سیستماتک و همکاری دوجانبه را که اخلاق فردی را تقویت می‌کند به آن‌ها آموختند.
اولین مؤسسه صرفه‌جویی در سال ۱۸۳۱ تشکیل شد و به مدت ۴۰ سال انجمن‌های وام و رهن اندکی وجود داشت که تنها در تعدادی از ایالت‌های غرب میانه و شرقی یافت می‌شدند. این موقعیت در اواخر قرن ۱۹ تغییر کرد زیرا رشد شهر و تقاضا برای مسکن که به انقلاب صنعتی دوم مربوط بود، سبب افزایش بسیار زیاد موسسات صرفه‌جویی شد. محبوبیت انجمن‌های وام و رهن به ایجاد نوع جدیدی از موسسات صرفه‌جویی در دهه ۱۸۸۰ منجر شد که انجمن وام و رهن ملی نام داشت. این انجمن‌های ملی اغلب شرکت‌های تجاری انتفاعی بودند که توسط بانکداران یا صاحبان صنایع تأسیس می‌شدند که مروجانی را به کار می‌گرفتند تا شعبه‌هایی محلی برای فروش سهام به اعضای آینده ایجاد کنند. انجمن‌های ملی عهد کردند که نرخ پس‌اندازی تا ۴ برابر بیشتر از هر مؤسسه مالی دیگری بپردازند.
رکود اقتصادی ۱۸۹۳ (ناشی از ترس و وحشت مالی سال ۱۸۹۳، که چندین سال به طول انجامید) باعث کاهش شدید اعضا شد و بنابراین انجمن‌های ملی بخت برگشتگی ناگهانی را تجربه کردند. از آن جا که جریان مداوم اعضای جدید برای یک انجمن ملی حائز اهمیت بود تا هم بهره پس‌اندازها و هم حقوق هنگفت مؤسسان را بپردازد، کاهش مبالغ پرداختی سبب شد ده‌ها انجمن ملی با شکست مواجه گردند. در اواخر قرن ۱۹ تقریباً تمامی انجمن‌های ملی کار خود را متوقف کردند (بحران وام و رهن ملی). این امر به شکل‌گیری اولین قوانین ایالتی حاکم بر انجمن‌های وام و رهن منجرشد تا عملکرد مؤسسه صرفه‌جویی یکنواخت‌تر شود و یک مؤسسه تجاری ملی تشکیل گردد که نه تنها از منافع انجمن وام و رهن محافظت می‌کند بلکه رشد تجاری را هم افزایش می‌دهد. انجمن تجاری تلاش‌ها را به سمت ایجاد شیوه‌های یکنواخت تر حسابداری، ارزیابی و وام‌دهی سوق می‌دهد. همچنین انگیزه‌ها را به سمتی هدایت می‌کند که تمامی موسسات صرفه‌جویی به خود تحت عنوان انجمن‌های وام و پس اندازاشاره کنند نه انجمن‌های وام و رهن و مدیران را در رابطه با نیاز به تقبل نقش‌های تخصصی‌تر مثل متخصصان مالی متقاعد کنند.
در قرن بیستم دو دههٔ بعد از پایان یافتن جنگ جهانی دوم موفقیت‌آمیزترین دوره در تاریخ صنعت صرفه‌جویی بود. بازگشت میلیون‌ها نظامی مشتاق برای از سر گرفتن زندگیِ پیش از جنگ خود به بحران بی‌سابقه مسکن پس از جنگ منجر شد و با افزایش چشمگیر خانواده‌های جدید به سرعت توسعه یافت و این به اصطلاح انفجار جمعتی باعث نوساناتی در ساخت و ساز خانه‌های تقریباً جدید حومه شهر و گسترش آن به وسعتی فراتر از مرکز شهرها همراه با توسعه تجاری در زمینه جاده‌ها و بزرگراه‌ها و ساخت و سازهای بیشتری شد تا سال ۱۹۵۶ در زمان دولت آیزونهاور و مدیریت سیستم بزرگ راه‌های بین ایالتی در سراسرکشور که امکان گسترش جوامع حومه شهر در شهرستان‌های اطراف که قبلاً روستایی بودند فراهم گردید.
تا دهه ۱۹۴۰ موسسات وام و پس‌انداز یا رهن (تغییر نام بسیاری از موسسات به تدریج پس از اواخر دهه ۱۹۳۰روی داد) بیشترین اعتبار مالی را برای این توسعه فراهم می‌ساخت که اکنون نوعی قانون ایالتی داشت که تاریخ آن قبل از قوانین مشابه بعدی بانک‌های تأسیس شده پس از سقوط بازار سهام در سال ۱۹۲۹ و تعطیلات بانکی بعدی در آغاز دولت سی و دومین رئیس‌جمهور فرانکلین روزولت در مارس ۱۹۳۳ و قوانین و الزامات متعاقب آن در برنامه‌های نیو دیل برای مبارزه با رکود اقتصادی بزرگ بود. نتیجه، توسعه شدید صنعتی بود که تا اوایل دهه ۱۹۶۰ به طول انجامید.
یک گرایش مهم شامل افزایش نرخ پرداختی روی پس‌اندازها برای جذب سپرده‌گذاری بود، روشی که به جنگ نرخ دوره‌ای میان موسسات صرفه‌جویی و حتی بانک‌های تجاری منجر شد. این جنگ‌ها به حدی شدید شدند که در سال ۱۹۶۶، کنگره ایالات متحده حرکتی بسیار غیرمعمول انجام داد و محدودیت‌هایی بر نرخ پس‌انداز بانک‌های تجاری و موسسات وام و پس‌انداز یا رهن وضع نمود. از سال ۱۹۶۶ تا ۱۹۷۹تصویب کنترل نرخ، موسسات صرفه جویی را با چالش‌های بی‌سابقه‌ای مواجه ساخت که عمده‌ترین آن‌ها یافتن راهی برای تداوم توسعه در اقتصادی با ویژگی مشخصهٔ رشد آرام، نرخ بهره بالا و تورم بود. این شرایط که تحت عنوان رکود تورمی شناخته می‌شود به دلایل متعددی موسسات صرفه‌جویی را با مشکلات بزرگی روبرو ساخت. از آن جا که تنظیم کنندگان نرخ‌هایی را که موسسات صرفه‌جویی می‌توانند روی پس‌اندازها بپردازند، کنترل می‌کنند، با بالا رفتن نرخ بهره سپرده گذاران اغلب سپرده‌های خود را برداشت می‌کنند و آن‌ها را در حساب‌هایی قرار می‌دهند که نرخ بازار را کسب می‌کنند، فرایندی که تحت عنوان درآوردن پول از حساب بانکی و سرمایه‌گذاری در اوراق قرضه و چیزهایی که بهرهٔ بالاتری می‌دهند، شناخته می‌شود. در عین حال بالا رفتن نرخ وام و رشد آهسته اقتصاد، واجد شرایط دریافت وام مسکن شدن را برای مردم دشوارتر می‌سازد که این امر به نوبه خود توانایی موسسات وام و پس‌انداز یا رهن برای تولید درآمد را محدود می‌سازد.
در پاسخ به این شرایط پیچیده اقتصادی، مدیران موسسات صرفه‌جویی به عنوان راهی برای حفظ وجوهات و کسب و کار وام تولیدی به ابتکارات و نوآوری‌های متعددی مثل ابزارهای جایگزین وام مسکن و چک کردن حساب‌های بهره دار متوسل شده‌اند. چنین اقداماتی این امکان را به صنعت می‌داد تا حتی با این که تعداد واقعی موسسات صرفه‌جویی رو به کاهش بود، به ثبت رشد مداوم دارایی و سوددهی در طول دهه ۱۹۷۰ ادامه دهد. علی‌رغم چنین رشدی هنوز نشانه‌های واضحی وجود داشت که صنعت زیر محدودیت‌های قانونی در حال فرسایش است. این امر به ویژه در رابطه با موسسات بزرگ وام و پس‌انداز یا رهن در ایالات متحده غربی صدق می‌کرد که آرزو داشتند قدرت قرض‌دهی بیشتری داشتند تا از رشد مداوم خود اطمینان حاصل نمایند. علی‌رغم تلاش‌های متعدد برای مدرن ساختن این قوانین در دهه ۱۹۷۰ تغییرات اساسی کمی تصویب شد.
در سال ۱۹۷۹، سلامت مالی صنعت صرفه‌جویی با بازگشت نرخ‌های بالای بهره و تورم که این بار در اثر دو برابر شدن قیمت نفت و تشدید کاهش منایع شرکت فدرال بیمه پس‌انداز و وام روی داد، مجدداً به چالش کشیده شد. این مشکل کوچکی نبود، در سال ۱۹۸۰ بیش از ۴۰۰۰ مؤسسه پس‌انداز و وام با دارایی ۶۰۰ میلیارد دلار وجود داشت که ۴۸۰ میلیارد دلار آن وام‌های مسکن بود و بسیاری از آن‌ها با نرخ بهره پایین در دوره‌های گذشته ثابت شده بود. در ایالت متحده این مقدار ۵۰ درصد کل بازار وام مسکن بود. در سال ۱۹۸۳ ذخایر شرکت فدرال بیمه پس‌انداز و وام برای ورشکستگی‌ها حدود ۶ میلیارد دلار بود در حالی که طبق نظر رابینسون هزینه غرامت پرداخت شده به سپرده گذاران بیمه شده در موسسات ورشکسته حدود ۲۵ میلیون دلار بوده‌است؛ بنابراین تنظیم کنندگان مجبور به خودداری شدندبه موسساتی که از پرداخت دیون خود ناتوان بودند اجازه دادند باز بمانندو امیدوار بودند که این موسسات مشکلات خود را پشت سر بگذارند.

## علت‌ها

### آزادسازی و مقررات زدایی
کنگره با به خاطر داشتن این موضوع، در نهایت به آزادسازی و مقررات‌زدایی در صنعت صرفه‌جویی پرداخت. کنگره دو قانون وضع کرد، قانون کنترل پول و مقررات‌زدایی موسسات سپرده‌گذاری سال ۱۹۸۰و قانون موسسات سپرده‌گذاری ژرمن گارن ست سال ۱۹۸۲. مقررات‌زدایی نه تنها به موسسات صرفه‌جویی امکان ارائه گستره وسیع‌تری از محصولات پس‌انداز را داد (شامل رهن با نرخ متغیر، که یک مشکل مهم را حل کرد) بلکه قدرت و اختیار قرض‌دهی آن‌ها را به میزان قابل توجهی گسترش و نظارت تنظیمی را کاهش داد. هدف از این تغییرات آن بود که به موسسات وام و پس‌انداز یا رهن امکان رشد و بیرون آمدن از مشکلات داده شود و به این ترتیب برای اولین بار نشان داد که دولت به وضوح به دنبال تأثیر بر سود موسسات وام و پس‌اندازاست که با ترویج وام مسکن و مالکیت خانه در تقابل است. سایر تغییرات در نظارت بر موسسات صرفه‌جویی عبارتند از اجازه استفاده از قوانین حسابداری آسان‌گیرتر برای گزارش شرایط مالی آن‌ها و حذف محدودیت‌های مربوط به حداقل تعداد سهامداران موسسات پس‌انداز و وام. چنین سیاست‌هایی همراه با کاهش کلی نظارت تنظیمی (که به عنوان خودداری شناخته می‌شود) بعداً به عنوان عوامل مؤثر در فروپاشی صنعت صرفه‌جویی ذکر می‌شود.
در بین سال‌های ۱۹۸۲ و ۱۹۸۵ دارایی‌های موسسات وام و پس‌انداز ۵۶ درصد افزایش یافت (در مقایسه با رشد ۲۴ درصدی بانک‌های تجاری). این رشد تا حدی به سمت موسسات ضعیف‌تر از نظر مالی تمایل داشت که تنها می‌توانستند سپرده‌هایی را با پیشنهاد نرخ‌های بسیار بالا جذب کنند و تنها با سرمایه‌گذاری در سرمایه‌گذاری‌های مخاطره‌آمیز و با بازده بالا و وام‌ها از عهده نرخ‌ها بر می‌آیند.
مقررات‌زدایی موسسات وام و پس‌انداز در سال ۱۹۸۰ به وسیله قانون کنترل پول و مقررات‌زدایی موسسات سپرده‌گذاری که توسط رئیس‌جمهور جیمی کارتر در ۳۱ مارس ۱۹۸۰ امضا شد، بسیاری از قابلیت‌های بانک‌ها را بدون قوانین مشابه بانک‌ها و بدون نظارت صریح و آشکار شرکت بیمه سپرده فدرال به آن‌ها داد. موسسات سپرده‌گذاری و وام می‌توانستند انتخاب کنند که تحت منشور فدرال یا منشور ایالتی باشند. این تصمیم در پاسخ به افزایش چشمگیر نرخ‌های بهره و نرخ‌های تورمی گرفته شد که بازار موسسات سپرده‌گذاری و وام به دلیل آسیب‌پذیری‌های ساختار بازار تجربه کرد. بلافاصله پس از مقررات‌زدایی موسسات صرفه‌جویی تحت منشور فدرال، موسسات صرفه‌جویی تحت منشور ایالت به دلایل مزایای مربوط به منشور فدرال، برای این که تحت این منشور قرار گیرند با عجله هجوم آوردند. در پاسخ ایالت‌هایی همچون کالیفرنیا و تگزاس مقررات خود را تغییر دادند تا شبیه مقررات فدرال گردد. با توجه به اهمیت این امر باید گفت از سال ۱۹۸۲ تا ۱۹۸۵ دارایی‌های صنعت صرفه‌جویی ۵۶ درصد رشد داشت که در مقایسه با رشد ۲۴ درصدی در بانک هاف دو برابر رشد داشته‌است. حتی ترسناک‌تر این که بیش از ۴۰ درصد از ورشکستگی‌های موسسات صرفه‌جویی در سراس کشور در تگزاس در سال ۱۹۸۸ رخ داده بود که سال اوج چنین ورشکستگی‌های بود.

## پایان تورم
عامل دیگر تلاش‌های فدرال رزرو برای به زور گرفتن تورم از اقتصاد بود که با سخنرانی پل ولکر در ۶ اکتبر ۱۹۷۹ همراه با مجموعه‌ای از افزایش نرخ بهره در کوتاه مدت مشخص شد. این امر به سناریویی منجر شد که در آن افزایش هزینه‌های بودجه در کوتاه مدت بیش از بازده پرتفوی (اوراق بهادار) وام‌های مسکن بود، که بخش نسبتاً زیادی از آن وام‌های با نرخ ثابت (وام مسکنی که در آن نرخ بهره در تمام طول عمر وام ثابت و یکسان است) بوده‌است (مشکلی که تحت عنوان عدم انطباق دارایی و بدهی شناخته می‌شود). نرخ بهره همچنان بالا می‌رفت و با آغاز دهه ۱۹۸۰ حتی فشار بیشتری بر موسسات وام و پس‌انداز وارد کرد و سبب افزایش تمرکز بر معاملاتی با نرخ بهره بالا شد. پروفسور زوی بودی ستاد امور مالی و اقتصاد در دانشگاه بوستون دانشکده مدیریت، در مرور و بازنگری بانک فدرال رزرو سنت لوئیس می‌نویسد «عدم تطابق دارایی و بدهی علت اصلی بحران پس‌انداز و وام بود».

## خودداری
تمرکز نسبتاً بیشتر موسسات وام و پس‌انداز بر قرض‌دهی وام مسکن، به همراه تکیه بر سپرده گذاری‌هایی با سررسید کوتاه مدت برای تأمین مالی، موسسات پس‌انداز را به ویژه در برابر افزایش نرخ بهره آسیب‌پذیر می‌سازد. به موازات شتاب گفتن تورم و آغاز افزایش سریع نرخ بهره در اواخر دهه ۱۹۷۰، بسیاری از موسسات وام و پس‌انداز یا رهن از ضرر و زیان‌های گسترده رنج بردند. نرخی که بانک‌ها مجبور بودند برای جذب سپرده‌گذاری بپردازند به شدت بالا رفت اما میزان نرخی که در دراز مدت به دست می‌آوردند یعنی وام‌های با نرخ ثابت تغییری نکرد. ضرر و زیان‌ها بالا گرفت. این امر به پاسخ تنظیمی خودداری منجر شد که مسلماً علت علائم و عواملی است که در ادامه می‌آید. به وضوح باید گفت این کارکرد و توانایی سیاست علت آشفتگی‌هایی بود که بازار موسسات وام و پس‌انداز یا رهن تجربه کرد. بسیاری از موسسات صرفه‌جویی که قادر به پرداخت دیون خود نبودند اجازه یافتند تا همچنان به کار خود ادامه دهند و مسائل و مشکلات مالی آن‌ها به مرور زمان تنها بدتر شد. علاوه بر این استانداردهای سرمایه به واسطه قوانین و تصمیماتی که تنظیم‌کننده می‌گرفت کاهش یافت. به موسسات وام و پس‌انداز یا رهن تحت منشور فدرال، اختیار و قدرت اعطای وام‌های جدیدتر (و در نهایت مخاطره‌آمیزتر) به غیر از وام‌های مسکن داده شد.